# 도와정 (후쿠시마현)
도와정(東和町)은 후쿠시마현 아다치군에 있던 정이다. 2005년 12월 1일 도와정 및 니혼마쓰시, 아다치정, 이와시로정 등 4개 시·정이 합병하여 니혼마쓰시가 신설되고 폐지되었다.

## 역사
- 1955년 1월 1일 - 도자와촌, 하리미치촌, 고하타촌 및 오타촌의 일부가 합병하여 도와촌이 신설되었다.
- 1960년 4월 1일 - 도와촌이 정으로 승격, 도와정이되었다.
- 2005년 12월 1일 - 도와정 및 니혼마쓰시, 아다치정, 이와시로정 등 4개 시·정이 합병하여 니혼마쓰시 신설

## 교통
- 마을의 주요 도로는 남북으로 달리는 국도 349호로 인근 마을과 연결되어 있었다.
- 후쿠시마 교통의 버스가 운행되고 있었다.
- JR버스 도호쿠의 버스(후나후쿠 선이 운행되고 있었지만, 니혼마쓰시에 합병 후에 JR버스는 폐지되었다.)